# Fright Night (2011)
Fright Night (prt: Noite de Medo; bra: A Hora do Espanto) é um filme de terror e comédia estadunidense de 2011, remake do sucesso Fright Night de 1985 o roteiro do filme foi adaptado por por Marti Noxon .A trama segue um garoto adolescente que descobre que seu vizinho é realmente um vampiro, que culmina em uma batalha entre os dois. O filme estreou mundialmente na The O2 em Londres em 14 de agosto de 2011. Foi lançado nos Estados Unidos pela Touchstone Pictures em 19 de agosto de 2011, no RealD 3D.
Após seu lançamento, Fright Night faturou US$ 41 milhões, contra um orçamento de produção de US$ 30 milhões. Ele recebeu críticas geralmente positivas, com muitos elogiando seu humor e as performances do elenco, principalmente a atuação de Farrell.

## Sinopse
Charley Brewster é um adolescente que vive em um subúrbio de Las Vegas, Nevada, que descobre que um novo vizinho se mudou na porta ao lado. O melhor amigo de Charley, Edward "Evil Ed" Lee, informa que muitos estudantes desapareceram, incluindo seu outro amigo de infância, Adam Johnson. Quando Charley vai para casa depois da escola, sua mãe, Jane, o apresenta a Jerry  Dandrige, seu novo vizinho. Irritado com Ed depois que ele alega que Jerry é um vampiro, Charley diz que ele é louco e que ele não quer mais ser amigo. Em seu caminho para casa, Ed é confrontado por Jerry, que afirma que ele tem assistido Ed e tem consciência de Ed assistindo ele. Jerry logo persegue Ed até uma piscina próxima e convence-o a acreditar que sua vida seria muito melhor se ele fosse um vampiro. Ed sucumbe e de bom grado permite Jerry para mordê-lo. No dia seguinte, Charley percebe que Ed está desaparecido e decide investigar, começando a acreditar nas afirmações de Ed quando descobre gravações de objetos em movimento por conta própria, com a voz de Ed revelando que está gravando Jerry para provar que seu reflexo não aparece nas gravações. Quando Jerry começa a atacar mais pessoas em todo o bairro, Charley entra furtivamente na casa de Jerry e descobre que ele mantém suas vítimas em salas secretas. Charley vai para o mago de Las Vegas Peter Vincent, um suposto especialista em vampiros. Peter, no entanto, não levá-lo a sério e chuta-lo.
Jerry chega à casa de Charley e ateia fogo à ela para tentar entrar. Charley, Jane, e sua namorada, Amy Peterson, fogem pelo deserto em sua minivan. Jerry alcança eles e arma uma emboscada para parar a minivan. Ele tenta matar Charley, mas é ferido por Jane com uma estaca de placa de imóveis. Jane desmaia e é internada em um hospital, onde Charley é convocado por Peter. Ao chegar na cobertura de Peter Ed aparece. Agora, Ed foi totalmente transformado em um vampiro e ele auxilia Jerry para atacar Charley, Amy e Peter. Enquanto lutam, Ed deixa toda sua raiva para fora em seu oponente e Charley relutantemente mata Ed. Enquanto isso, Amy machuca Jerry com água benta. Eles então correm para um clube, onde eles se separam na multidão. Amy é beijada, mordida e possuída por Jerry, que procede a tomá-la.
Peter se recusa a ajudar Charley e revela que ambos os seus pais foram mortos por um vampiro (mais tarde revelou ser Jerry mesmo). Ele, no entanto, dá Charley uma estaca abençoada por São Miguel que vai matar Jerry e transformar todas as suas vítimas de volta em seres humanos. Charley vai para a casa de Jerry, onde Peter decide se juntar a ele, afinal.
Eles são levados para o porão de Jerry, onde são atacados por muitas das vítimas de Jerry, incluindo Amy. Charley confronta Amy e ela explica como eles podem ser um com o outro para sempre. Assim que ela está prestes a morder Charley, ele a apunhala, abaixo do coração e depois escapa. Enquanto isso, Peter é emboscado por Jerry e muitas de suas vítimas. Peter é capaz de matar alguns antes que sua arma seja contraproducente. Charley retorna ao porão só para ver Peter sendo comido pelos vampiros restantes. Ele decide atirar no teto para criar buracos no telhado, a partir do qual a luz do sol brilha e mata-los. O remendo da luz solar protege Charley e Peter dos vampiros que não foram destruídos. Jerry aparece, explicando que a busca de Charley está de fato terminada. Charley, tendo-se equipado em um terno retardador de chama, tem Peter acendê-lo no fogo e aborda Jerry apenas como Amy está alimentando fora dele. Uma luta entre os dois segue enquanto os outros vampiros assistem. Peter o auxilia atirando em outro buraco no chão acima para permitir a entrada de luz solar. Isso queima Jerry, e Peter atira para Charley a estaca que ele deixou cair.
Charley apunhala rapidamente Jerry no coração, matando-o e devolvendo suas vítimas à sua forma humana. Depois, a mãe de Charley se recupera do hospital e vai comprar uma casa nova, enquanto Charley e Amy fazem sexo na cobertura de Peter.

## Elenco
- Anton Yelchin: Charley Brewster
- Colin Farrell: Jerry Dandridge
- Imogen Poots: Amy Peterson
- Toni Collette: Judy Brewster
- David Tennant: Peter Vincent
- Christopher Mintz-Plasse: "Evil" Ed Lee
- Sandra Vergara: Ginger
- Dave Franco: Mark
- Chris Sarandon: Jay Dee

## Produção
O filme foi filmado principalmente começou na cidade de Rio Rancho, Novo México , um subúrbio a noroeste de Albuquerque, Novo México . As cenas de Peter Vincent no palco foram filmadas no Centro Cultural Nacional Hispânico. Fright Night foi produzido pela DreamWorks Pictures e distribuído mundialmente pela Walt Disney Studios Motion Pictures através do rótulo Touchstone Pictures .O filme foi a primeira de duas colaborações entre Anton Yelchin e Imogen Poots ,que depois voltaram a parceria ao fazer Green Room.
Steven Spilberg forneceu uma grande contribuição na produção do filme, como cenas de storyboard e assistência na edição. Ramin Djawadi compôs a trilha sonora do filme que reúne 20 músicas.

## Lançamento
Embora o filme tenha sido amplamente divulgado nos Estados Unidos em 19 de agosto de 2011, uma exibição prévia foi realizada na San Diego Comic-Con International em 22 de julho de 2011.

#### Classificação indicativa
O filme recebeu uma classificação no Reino Unido de "+15".[carece de fontes?]
A classificação pedida para distribuição do filme no Brasil foi "Livre", porém recebeu o selo "10 anos". Mais tarde foi reclassificado com o selo "14 anos",destacando a violência do filme.

### Mídia doméstica
O filme foi lançado pela Touchstone Home Entertainment em Blu-ray ,Blu-ray 3D ,DVD e download digital em 13 de dezembro de 2011. A versão em DVD incluirá os recursos de bônus "Gag Reel" e "Squid Man - Extended and Uncut", além de um videoclipe sem censura para a música de Kid Cudi "No One Believes Me".

## Recepção

### Bilheteria
Fright Night estreou no número seis nas bilheterias. O filme arrecadou US$ 7 714 388 em seu fim de semana de estreia e terminou com um faturamento doméstico de US$ 18 302 607 e US$ 22,7 milhões em outros países, resultando em um total mundial de US$ 41 002 607 contra seu orçamento de US$ 30 milhões.

### Resposta crítica
Fright Night teve recepção geralmente favorável por parte da crítica especializada. Em base de 30 avaliações profissionais, alcançou uma pontuação de 64% no Metacritic conseguindo o fato de ser bem mais avaliado que o original. O agregador de críticas Rotten Tomatoes atribuiu ao filme uma classificação de 72% com base em 178 críticas e uma classificação média de 6.28 / 10. O consenso crítico do site diz: "Pode não ter sido necessário refazer o clássico cult de 1985, mas o novo Fright Night se beneficia de ótimas performances de Colin Farrell e David Tennant - e é inteligente, divertido e com estilo sangrento". As pesquisas do CinemaScore relataram que o público médio de espectadores deu ao filme um "B-" na escala A + a F.
Roger Ebert elogiou a comédia, a direção, a inspiração para refilmagem e o uso de imagens geradas por computador no filme, mas não recomendou a versão do filme 3D por ter "muitas cenas noturnas e interiores mal iluminados." Robert Koehler, da Variety , escreve: Fright Night tem "uma mistura inteligentemente equilibrada de sustos e risadas". O Brasileiro AdoroCinema deu 2,5/5 estrelas ganhando um certificado de "regular" o chamando de um filme "regular para quem conhece sua origem e incrível para quem não conhece". O público deste mesmo site deram 3,9/5 estrelas ao filme.

## Prêmios e indicações

### Indicações
Fangoria Chainsaw Awards
- Melhor Filme - Lançamento Mundial: 2012[22]

 IGN Awards
- Melhor filme de horror: 2011[23]

## Sequência
Uma "sequência de homenagem" foi lançada diretamente para mídia doméstica intitulada Fright Night 2: New Blood foi filmada na Romênia .É estrelado por Will Payne ,Jaime Murray ,Sean Power ,Sacha Parkinson e Chris Waller. O filme foi lançado diretamente em DVD em 1º de outubro de 2013. Embora tenha sido exibido como uma sequência, o filme repete o enredo do original e do remake, com nenhum elenco de 2011, e nenhuma referência é feita aos eventos anteriores. (por exemplo, o personagem de Evil Ed, morto em Fright Night ,está vivo na "sequência").